# Agusta-Bell AB 212 ASW
L'Agusta-Bell AB 212 ASW (Anti Submarine Warfare) è un elicottero antisommergibile medio biturbina con rotore a due pale, sviluppato dall'Agusta sulla base dell'AB 212, che l'azienda produceva su licenza della statunitense Bell.
Il progetto risponde ad un requisito della Marina Militare Italiana per un elicottero medio imbarcabile su tutte le fregate e cacciatorpediniere, in sostituzione degli AB 204 AS e per le esigenze militari di altre nazioni interessate al progetto.
L'Agusta nel 1969 acquisì la licenza per la costruzione del Bell 212 avviando il programma di adattamento per una versione antisommergibili; nel 1972 il prototipo dimostrativo, iscritto nel registro dell'Aviazione Civile come I-AGUR, che fin dal 1971 aveva iniziato voli di prova, venne allestito nella versione
antisommergibile iniziando un'intensa attività promozionale a beneficio delle nazioni interessate alla sua acquisizione. Inizialmente gli AB-212 costituivano il reparto di volo degli incrociatori classe Doria che ne potevano imbarcare fino a quattro e in seguito del Vittorio Veneto che ne poteva imbarcare fino a nove velivoli.

## Caratteristiche
L'AB 212 ASW/ASuW è specificamente dedicato alla lotta antisommergibile e antinave, con una struttura irrobustita con protezione contro la salsedine per l'impiego prolungato a bordo delle unità navali. La cellula base è stata anch'essa irrobustita per sopportare pesi maggiori e resa idonea per l'installazione di uno specifico corredo di sensori e armamento, tra cui il radar di scoperta SMA MM/APS-705,
sonar ad immersione Bendix AQS-13B(D), MAD (Magnetic Anomaly Detector) a rimorchio AN/ASQ-81, 16 boe sonar, radar Doppler di navigazione,
FLIR STAR SAFIRE II, sistema di controllo automatico del volo AFCS.
L'armamento nella versione ASW è costituito due siluri leggeri da 324mm A-244, oppure del tipo Mk.44-Mk.46, mentre per l'impiego antinave l'elicottero è armato con due missili aria/superficie AS-12. Oltre a ciò l'elicottero può essere dotato di apparato LINK/TG-2, per la guida di missili superficie-superficie tipo Teseo. Agli inizi degli anni 2000, alcuni AB-212ASW sono stati dotati del FLIR STAR SAFIRE AN/AAQ-22, che permette di estendere la capacità di scoperta ottica grazie a una telecamera ed a un sensore infrarosso giro stabilizzato.
Per le operazioni di volo su mare di notte, o in condizioni di bassa visibilità, l'Agusta ha sviluppato il sistema di stabilizzazione automatico ASE (Automatic Stabilization Equipment) che, associato all'AATH (Automatic Approach to Hover), è in grado, tramite il programma AP1 e AP1 Cruise, di far volare il mezzo ad una quota compresa tra 100 e 160 piedi, con la velocità che viene mantenuta manualmente dal pilota. Il programma AP2 porta automaticamente l'elicottero in hovering ad una quota stabilita dal pilota tramite un selettore in cabina. Una volta acquisito l'hovering, il pilota può variare la posizione tramite due manopole “Hover Trim”, che fanno compiere piccoli spostamenti in qualsiasi direzione. Il programma CBL (Cable), mantiene l'elicottero in hovering con il cavo del sonar perfettamente al centro, quando quest'ultimo è in acqua.
Rispetto all'AB 212 basico, nella versione ASW i due portelloni laterali sono stati sostituiti da porte di piccole dimensioni. Tuttavia ciò non impedisce l'utilizzo del verricello di soccorso, installato sul lato destro, e il conseguente imbarco in volo della barella.
Grazie all'aggiunta di tre serbatoi in cabina, l'autonomia massima è passata dalle 2 ore e 30 minuti dell'AB 212, a circa 3 ore e 30 minuti. Possono essere montati serbatoi ausiliari esterni, aumentando l'autonomia di ulteriori 30 minuti.
L'elicottero è dotato di galleggianti d'emergenza, che garantiscono la temporanea galleggiabilità dello stesso nel caso di un ammaraggio di emergenza.
Per operazioni di volo su unità navali, l'AB 212 ASW dispone di 12 punti di rizzaggio che permettono di ancorare l'elicottero al ponte di volo o all'interno dell'hangar delle unità navali mediante l'uso delle rizze, ovvero un sistema di cavi o catene capaci di trattenere oggetti mobili di grandi dimensioni durante i movimenti della nave.
L'equipaggio standard è composto da due piloti, un operatore radar e un operatore sonar. Nel caso di trasporto passeggeri, può essere rimosso l'apparato sonar, per lasciar spazio ad un sedile 4 posti.
In configurazione medevac (evacuazione medica) possono essere installate fino a 3 barelle.
L'elicottero è anche predisposto per l'installazione di un kit per il lancio di paracadutisti.
Grazie all'installazione del gancio baricentrico sotto la pancia dell'elicottero è possibile effettuare dei trasporti esterni di materiali, durante le operazioni di rifornimento tra unità navali, oppure installare una benna del tipo Bambi Bucket per le missioni di antincendio.

## Operatori
Oltre che dalla Marina Militare Italiana, che ha ricevuto 59 esemplari a partire dal 1976, di cui buona parte ancora in servizio, l'AB 212 ASW è stato ordinato e viene tuttora utilizzato dalle Marine di Spagna, Grecia, Venezuela, Perù Turchia e Iran.
A metà anni ottanta, la Marina Irachena aveva ordinato degli AB 212 ASW da imbarcare sulle nuove fregate tipo Lupo, ma a causa dell'embargo derivato in un primo momento dalla guerra Iran-Iraq e successivamente dalla prima Guerra del Golfo, le navi non vennero mai consegnate e di conseguenza nemmeno gli elicotteri. Gli esemplari già costruiti vennero convertiti in AB 212 standard e consegnati all'Esercito Italiano.

## Utilizzatori
Grecia
- Polemikó Nautikó

11 AB 212 ASW e 2 AB 212 EW consegnati a partire dal 1979. 7 in servizio al giugno 2019.
 Iran
- Marina militare della Repubblica islamica dell'Iran

10 AB 212 ASW ricevuti a partire dal 1978.
 Italia
- Marina Militare

68 AB-212 ASW ricevuti a partire dal 1973, 3 dei quali trasformati in AB-212GE per guerra elettronica ed alcuni, dal 1994, in AB-212NLA (Nucleo Lotta Anfibia) per supporto anfibio, spogliati delle attrezzature ASW ed equipaggiati con sistemi di difesa ECM e armi difensive.
 Perù
- Marina de Guerra del Perú

6 AB-212ASW acquistati in Italia nel 1978.
 Spagna
- Flotilla de Aeronaves

7 AB 212 ASW entrati in servizio a partire dal 1974 e tutti in servizio all'ottobre 2018, che sono stati sottoposti ad un programma di aggiornamento, a partire dal 2017, che estenderà la loro vita operativa di ulteriori 15 anni. I tre esemplari ancora in servizio ed i quattro immagazzinati nel loro hangar a Rota (tutti denavalizzati e ridesignati AB 212+)  sono stati ritirati il 31 luglio 2024 e trasferiti all'Aviazione dell'esercito spagnolo.
- Fuerzas Aeromóviles del Ejército de Tierra

7 AB 212+ (denavalizzati) ritirati dall'Aviazione navale spagnola e consegnati a partire dal 31 luglio 2024.
 Turchia
- Türk Deniz Kuvvetleri

15 AB 212 ASW ricevuti a partire dal 1977.
 Venezuela
- Armada Nacional de Venezuela

9 AB 212 ASW ricevuti tra il 1980 ed il 1989, tre persi in incidenti.